# ATE IIIa
Die ATE IIIa waren Personenzug-Schlepptenderlokomotiven der k.k. priv. Aussig-Teplitzer Eisenbahn (ATE).

## Geschichte
Für den Betrieb auf ihrer neigungsreichen Hauptstrecke von Aussig nach Komotau benötigte die ATE schon frühzeitig auch für den Personenzugverkehr leistungsstarke Lokomotiven. So bestellte die ATE 1869 neun dreifach gekuppelte Schlepptenderlokomotiven bei Hartmann in Chemnitz. Die Lokomotiven erhielten die Bahnnummern 17 bis 25 und die Namen HERBITZ (später  EISENBERG), DONNERSBERG, SCHRECKENSTEIN, ROTHENHAUS, OSSEGG, ALBERT, EICHWALD, ROSENBURG und GEIERSBERG.
Nach der Verstaatlichung der ATE (1924) gab ihnen die Tschechoslowakische Staatsbahn ČSD die neue Reihenbezeichnung 322.3.
Die Lokomotiven wurden in den 1920er Jahren ausgemustert. Die 322.302 (vormals ATE Nr. 18 DONNERSBERG) blieb erhalten und befindet sich heute im Eigentum des Technischen Nationalmuseums in Prag.

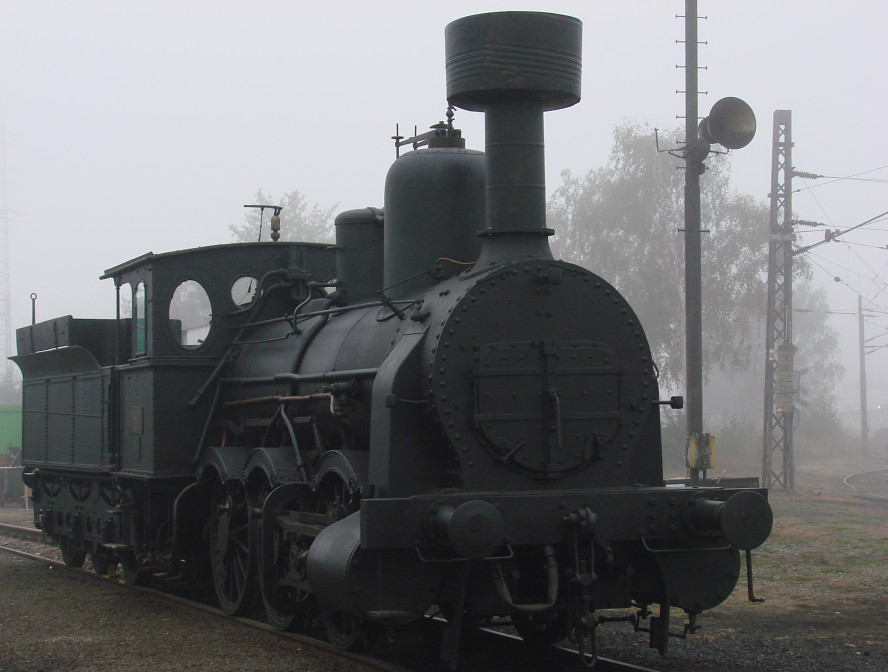
322.302 zum Jubiläum 150 Jahre Aussig-Teplitzer Eisenbahn in Ústí nad Labem západ

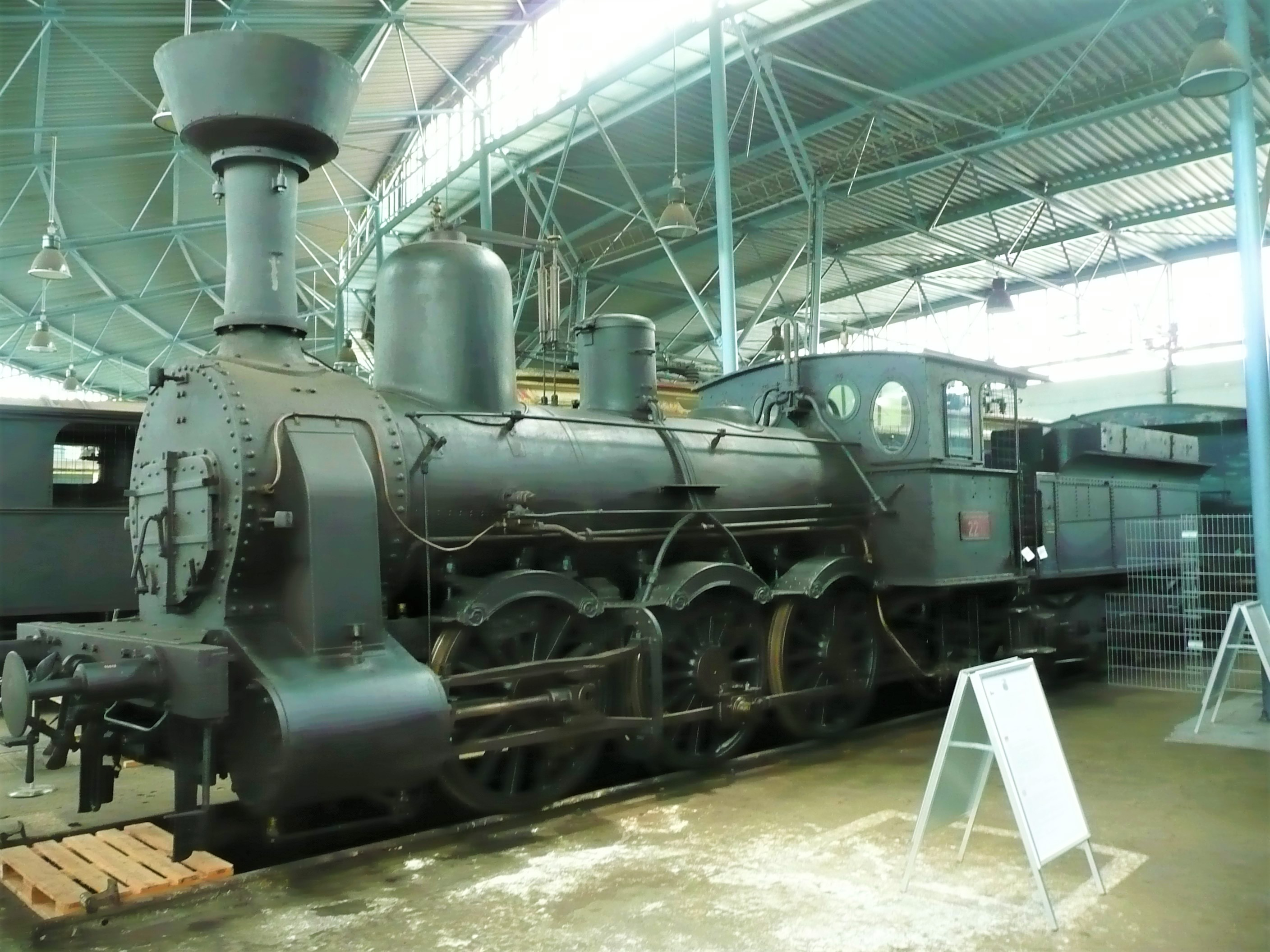
322.302 im Depot Chomutov des Technischen Nationalmuseums Prag

## Technische Merkmale
Die Lokomotiven besaßen einen Innenrahmen mit innenliegender Gooch-Steuerung, jeweils ein Sicherheitsventil auf Dampfdom und Stehkessel und einen Trichterschornstein mit dem für die Braunkohlefeuerung typischen Funkenfänger. Die Sandkästen waren oberhalb der Treibräder angeordnet. Die Lok besaß auch ein damals schon selbstverständliches Führerhaus für das Lokpersonal.